# Степной бурый медведь
Степной бурый медведь (лат. Ursus arctos priscus) — вымерший подвид бурого медведя, возможно, обитавший в плейстоцене на территории Евразии, в настоящее время геологический возраст найденных останков неясен.
Остатки степного медведя были найдены в различных пещерах Словакии, в частности в Вазце, Выверан, Лискове, Купцове Избицке и Окно.

## Описание
Он мог весить от 300 до 1000 килограммов и достигать до 160 см в высоту. Возможно, питался преимущественно плотоядной добычей, в отличие от его современных всеядных родственников.